# Pycnosomia tuberculata
Pycnosomia tuberculata is een zeespin uit de familie Phoxichilidiidae. De soort behoort tot het geslacht Pycnosomia. Pycnosomia tuberculata werd in 1961 voor het eerst wetenschappelijk beschreven door Losina-Losinsky. 